# 8114 Lafcadio
8114 Lafcadio eller 1996 HZ1 är en asteroid i huvudbältet som upptäcktes den 24 april 1996 av den japanske astronomen Hiroshi Abe i Yatsuka. Den är uppkallad efter den irländske författaren Lafcadio Hearn.
Asteroiden har en diameter på ungefär 2 kilometer.